# Сан Хуан (река, приток на Колорадо)
Сан Хуан (на английски: San Juan River) е река в югозападната част на САЩ, в щатите Колорадо, Ню Мексико и Юта, ляв приток на Колорадо. Дължината ѝ е 616 km, а площта на водосборния басейн – 63 840 km².
Река Сан Хуан се образува на 2310 m н.в., от сливането на реките Източна Сан Хуан (лява съставяща) и Западна Сан Хуан (дясна съставяща), на 15 km североизточно от град Погоуза Спрингс, в окръг Арчулета, в южната част на щата Колорадо. Двете съставящи я реки водят началото си от западния склон на планината Сан Хуан, съставна част на Скалистите планини. По цялото си протежение тече през планински райони, като образува голяма, изпъкнала на юг дъга. На около 60 km след град Погоуза Спрингс се влива в язовира „Навахо“, а изтича от него на територията на щата Ню Мексико. Тук реката тече в западна и северозападна посока през северната част на обширна котловина. След това преминава на около 1 km от мястото където се събират четири граници на щатите Юта, Колорадо, Ню Мексико и Аризона и навлиза на територията на щата Юта. Тук последователно образува няколко каньона, след което се влива отляво в река Колорадо, на 1097 m н.в. (в източния ръкав на язовира „Пауъл“), в най-южната част на щата Юта.
Водосборният басейн на река Сан Хуан обхваща площ от 63 840 km², като на север и юг той граничи с водосборните басейни на реките Долорес, Литъл Колорадо и други по-малки леви притоци на Колорадо, а на изток и югоизток – с водосборния басейн на река Рио Гранде. Основни притоци: леви – Източна Сан Хуан, Чако, Чинли Крийк; десни – Западна Сан Хуан, Анимас (203 km), Ла Плата (110 km), Манкос (137 km), Макелмо (113 km), Монтесума (117 km)..
Река Сан Хуан има предимно снежно подхранване с ясно изразено пълноводие през пролетта, а през сушеви години пресъхва. Среден годишен отток в долното течение (при град Блъф, в щата Юта, на 183 km от устието) 60,9 m³/s, минимален 0 m³/s, максимален 2000 m³/s. В горното ѝ течение, на границата между щатите Колорадо и Ню Мексико е изграден големия язовир „Навахо“, който регулира оттокът и през годината, а водите му се използват за водоснабдяване, производство на електроенергия и напояване. Долината на реката е слабо населена, като най-големите селища са разположени предимно по средното ѝ течение: Погоуза Спрингс (в Колорадо); Блумфийлд, Фармингтън, Къртленд, Шипрок (в Ню Мексико).
Реката играе важна роля като непрекъснат източник на вода в сухия климат. Сан Хуан също така играе значителна роля в митологията на навахо и се разглежда като северна граница на земите им.
Първото английско селище в басейна на реката в Юта е Ривърсайд през 1878 – 79 г., когато осемнадесет семейства от Колорадо установяват малка общност повече от година преди да дойдат мормоните в района. През 1880-те и началото на 1890-те, търговията в района процъфтява. Навахо отглеждат овце и обработват малки нивички в близост до реката, докато заселниците се борят да предотвратят разрушителните наводнения.
В допълнение към селското стопанство, в басейна на Сан Хуан се развиват различни икономически дейности. През 1890-те и началото на 1900-те идват златотърсачи да търсят злато, но безуспешно. Други започват да търсят нефт като някои петролните компании през 1920-те започват сондиране на шега и дават началото на петролната промишленост. След 1940 г. в района също така се развива и туризма.